# Ушаков, Матвей Александрович
Матвей Александрович Ушаков (1730, Вятка — ок. 1800) — стихотворец второй половины XVIII века.
Был учителем в Вятской духовной семинарии, протодиаконом и священником местного кафедрального собора. Им написаны: отрывок из учебника пиитики (поэзии) и несколько стихотворений («Приветственная песнь» Екатерине II, «Элегия на кончину славного разумом и благочестием стихотворца», «Похвала наукам», «Моим завистникам» и др.), по преимуществу тоническим размером. Отрывки из стихотворений Ушакова были опубликованы в книге «Вятские стихотворцы XVIII в.» (Москва, 1897).